# Сульфид платины(II)
Сульфид платины(II) — неорганическое соединение,
соль металла платины и сероводородной кислоты с формулой PtS,
тёмно-зелёные или чёрные кристаллы,
не растворяется в воде.

## Получение
- Сплавление серы и порошкообразной платины:

{\displaystyle {\mathsf {Pt+S\ {\xrightarrow {T}}\ PtS}}}
- Сплавление хлорида платины(II) с серой и карбонатом натрия:

{\displaystyle {\mathsf {2PtCl_{2}+3S+2Na_{2}CO_{3}\ {\xrightarrow {T}}\ 2PtS+4NaCl+2CO_{2}+SO_{2}}}}
- Пропускание сероводорода через раствор тетрахлороплатината(II) калия:

{\displaystyle {\mathsf {K_{2}[PtCl_{4}]+H_{2}S\ {\xrightarrow {}}\ PtS\downarrow +2KCl+2HCl}}}

## Физические свойства
Сульфид платины(II) образует тёмно-зелёные или чёрные кристаллы
тетрагональной сингонии,
пространственная группа P 42/mmc,
параметры ячейки a = 0,492 нм, c = 0,612 нм, Z = 4.
Не растворяется в воде и кислотах.

## Химические свойства
- Разлагается при сильном нагревании:

{\displaystyle {\mathsf {PtS\ {\xrightarrow {T}}\ Pt+S}}}
- Восстанавливается водородом при нагревании:

{\displaystyle {\mathsf {PtS+H_{2}\ {\xrightarrow {T}}\ Pt+H_{2}S}}}